# 旺草镇
旺草镇，是中华人民共和国贵州省遵义市绥阳县下辖的一个乡镇级行政单位。
2016年1月29日，贵州省人民政府批复同意绥阳县部分乡镇行政区划调整，将大路槽乡石羊村划归旺草镇管辖。

## 行政区划
旺草镇下辖以下地区：
尹珍社区、鹿山社区、下寺村、角口村、广怀村、晨光村、联盟村、石羊村、茅家铺村、古楼村、萝柏村、小旺草村、溶江村和小河口村。